# 西田玲雄
西田 玲雄（にしだ れお、2000年7月16日 - ）は、日本の飛込選手。大阪府出身。近畿大学出身。大阪水泳学校、岡三リビック所属。
2020年東京オリンピックに出場した。